# Pteris wallichiana
Pteris wallichiana är en kantbräkenväxtart som beskrevs av Agardh. Pteris wallichiana ingår i släktet Pteris och familjen Pteridaceae.

## Underarter
Arten delas in i följande underarter:
- P. w. obtusa
- P. w. samoensis
- P. w. yunnanensis